# Karl-Friedrich Gansäuer
Karl-Friedrich Gansäuer (* 29. Oktober 1932 in Perseifen, Windeck, Siegkreis) ist ein ehemaliger deutscher Diplomat, der unter anderem zwischen 1985 und 1988 Botschafter in Haiti sowie zuletzt von 1995 bis 1997 Botschafter auf den Philippinen war.

## Leben
Gansäuer, Sohn von Gustav Gansäuer und dessen Ehefrau Hedwig Karoline, geborene Klein, begann nach dem Abitur ein Studium der Volkswirtschaftslehre an der Universität zu Köln und schloss dieses 1957 als Diplom-Volkswirt ab. Im Anschluss war er von 1959 bis 1963 als Wissenschaftlicher Mitarbeiter und Wissenschaftlicher Assistent an der Universität zu Köln tätig und legte an der dortigen Wirtschafts- und Sozialwissenschaftlichen Fakultät am 15. März 1962 seine Promotion zum Dr. rer. pol. mit der Dissertation Lagerung und Verflechtung der eisenschaffenden Industrie der Montanunionsländer in räumlicher Sicht. Dargestellt am Beispiel ausgewählter Unternehmensgruppen und Konzerne ab.
1963 trat Gansäuer in den auswärtigen Dienst ein und fand in der Folgezeit zahlreiche Verwendungen in der Zentrale des Auswärtigen Amtes in Bonn sowie verschiedenen Auslandsvertretungen. Er war zwischen 1981 und 1983 Außenpolitischer Berater der FDP-Fraktion im Bundestag. Nach einer weiteren Verwendung im Auswärtigen Amt löste er 1985 Fritjof von Nordenskjöld als Botschafter in Haiti ab und verblieb auf diesem Posten bis zu seiner Ablösung durch Heinrich-Peter Rothmann 1988. Im Anschluss wurde er 1988 Generalkonsul in Barcelona. Zuletzt übernahm er 1995 als Nachfolger von Peter Scholz den Posten als Botschafter der Bundesrepublik Deutschland auf den Philippinen und übte dieses Amt bis zu seinem Eintritt in den Ruhestand 1997 aus, woraufhin Wolfgang Göttelmann seine Nachfolge antrat.
Aus seiner am 9. Juli 1965 mit Gabriele Brigitte Costa geschlossenen Ehe gingen drei Söhne hervor.

## Schriften
- Lagerung und Verflechtung der eisenschaffenden Industrie der Montanunionsländer in räumlicher Sicht. Dargestellt am Beispiel ausgewählter Unternehmensgruppen und Konzerne, Dissertation Universität Köln, Köln 1962
- Stichworte zur Aussen-, Deutschland-, Entwicklungs-, Europa-, Ost- und Sicherheitspolitik, FDP-Fraktion im Bundestag, Bonn 1983